# Jaraicejo
Jaraicejo es un municipio español, en la provincia de Cáceres, comunidad autónoma de Extremadura.

## Toponimia
El nombre de Jaraicejo es un diminutivo de Jaraíz, del árabe xaharig: ‘lagar pequeño’.

## Símbolos
El escudo y la bandera de Jaraicejo fueron aprobados mediante la "Orden de 28 de mayo de 1993, por la que se aprueba el Escudo Heráldico y Bandera Municipal para el Ayuntamiento de Jaraicejo", publicada en el Diario Oficial de Extremadura el 5 de junio de 1993 y aprobada por el consejero de Presidencia y Trabajo Joaquín Cuello luego de haber aprobado el expediente el pleno del ayuntamiento el 1 de junio de 1992 y haber emitido tres informes favorables el Consejo Asesor de Honores y Distinciones de la Junta de Extremadura.
El escudo se blasona así:

Escudo medio cortado y partido. Primero de gules, castillo de oro, mazonado y aclarado de azur. Segundo, de sinople, cotiza de plata. Tercero, de azur, jarrón de oro, con azucenas de plata.

La bandera se define así:

Bandera rectangular, de proporciones 2/3, formada por tres franjas horizontales iguales, roja la superior, azul la inferior y blanca la central, cargada junto al asta con un triángulo carmesí que tiene un lado en el asta y el vértice opuesto a 1/3 del largo.

## Geografía física
Se integra en la comarca de Monfragüe y se localiza a 72 kilómetros de la capital cacereña. Su término municipal está atravesado por la Autovía del Suroeste, entre los pK 221 y 229. Ocupa un terreno situado entre la sierra de Piatones, en el parque nacional de Monfragüe, y el río Almonte. En su paisaje predominan las típicas dehesas extremeñas, en un relieve descendente de norte a sur con cerros aislados perteneciente ya a la penillanura trujillana. El pueblo se alza a 506 m sobre el nivel del mar, aunque al norte se alcanzan elevaciones de hasta 800 m. En la ribera del río Almonte la altura ronda los 400 m de altura.   
| Noroeste: Torrejón el Rubio | Norte: Casas de Miravete               | Noreste: Casas de Miravete       |
| Oeste: Torrejón el Rubio    |                                        | Este: Deleitosa                  |
| Suroeste: Trujillo          | Sur: Trujillo, Torrecillas de la Tiesa | Sureste: Torrecillas de la Tiesa |

## Historia
La tradición cuenta que Jaraicejo fue fundado por la reina doña Urraca (1109-1126).
Su iglesia parroquial acogió por una noche los restos de Isabel la Católica, de camino a Granada (1504). Desde entonces, en señal de respetuoso luto, la puerta por la que el féretro accedió y salió del templo permanece tapiada en recuerdo de la soberana.
En esta aldea nació la poetisa mística Luisa Carvajal y Mendoza (1568-1614), quien falleció en Londres como agitadora religiosa.
Uno de los personajes de La tía fingida, la novela atribuida a Miguel de Cervantes, se dice que es de "Xaraicejo", lugar de Extremadura. Es uno de los bellacones que acuden a la ronda nocturna de la protagonista y que hace un elogio y un comentario al soneto que se recita debajo de su balcón. 
A la caída del Antiguo Régimen la localidad se constituye en municipio constitucional en la región de Extremadura. Desde 1834 quedó integrado en el partido judicial de Trujillo. En el censo de 1842 contaba con 200 hogares y 1096 vecinos.
Jaraicejo es el pueblo natal del siervo de Dios Abundio García Román (1906-1989), sacerdote, fundador de las Hermandades del Trabajo.

## Demografía
Jaraicejo cuenta con una población de 436 habitantes (INE 2024).
| Gráfica de evolución demográfica de Jaraicejo entre 1842 y 2021                                                     |
| |
| Población de derecho según los censos de población del INE Población de hecho según los censos de población del INE |

## Patrimonio

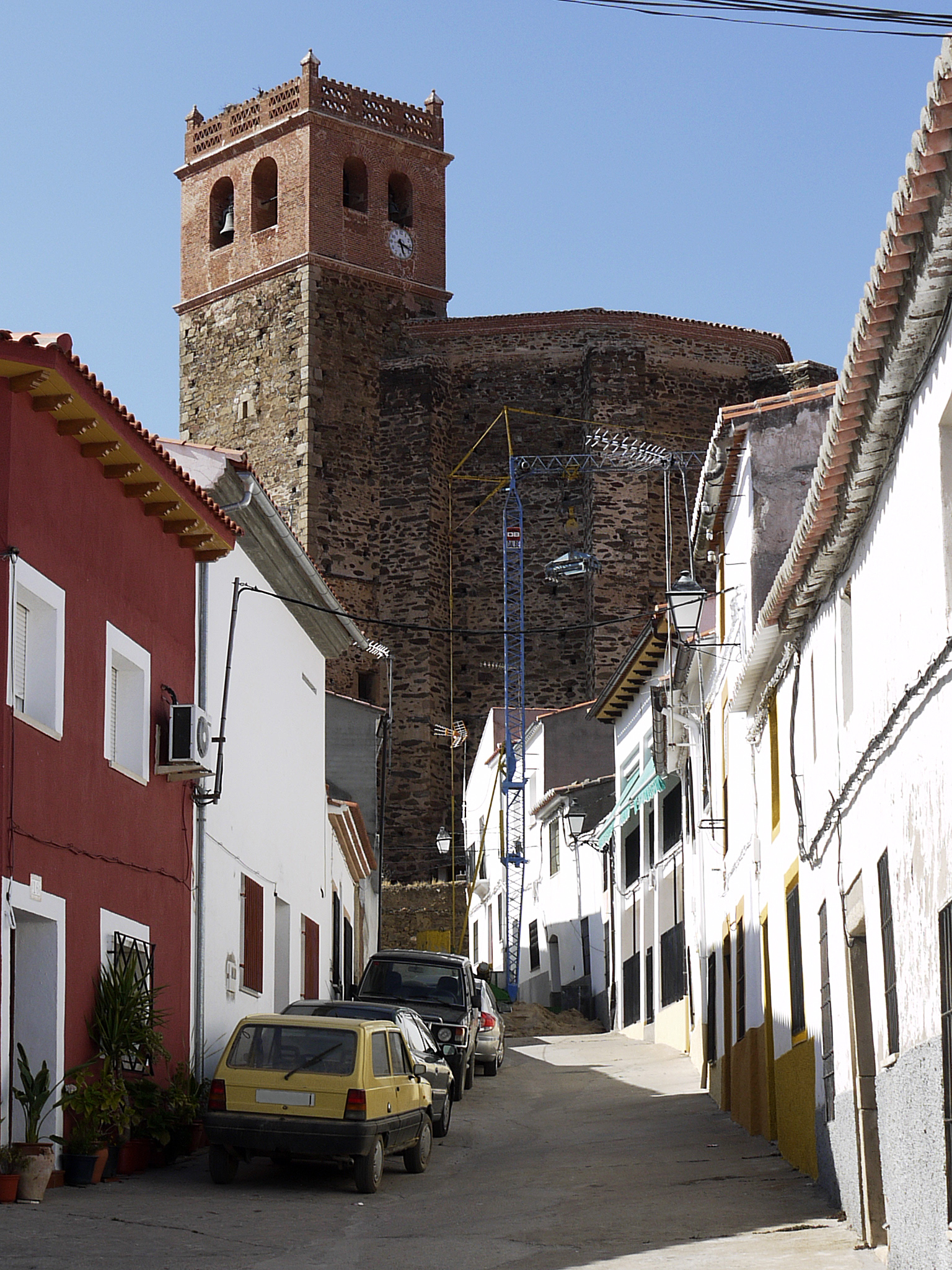
Iglesia parroquial Ntra Sra de la Asunción.

- Iglesia de Nuestra Señora de la Asunción. Iglesia parroquial católica bajo la advocación de Nuestra Señora de la Asunción, que pertenece a la archidiócesis de Mérida-Badajoz, diócesis de Plasencia, arciprestazgo de Casatejada.[7]
- Puente sobre el río Almonte[8]
- Casa de los Carvajal
- Palacio Episcopal
- El castillo
- La ermita de Santa María de los Hitos
- Ayuntamiento

## Deportes
El municipio cuenta con un equipo de fútbol que desde la temporada 2010-2011 juega en la primera regional, el AD Jaraicejo.